# SIPH
SIPH (Société Internationale de Plantation d'Hévéas) est une société cotée à la bourse de Paris et membre des indices CAC Small 90 et Next 150.
L’activité principale de SIPH est la production et la commercialisation de caoutchouc naturel, obtenu dans ses usines à partir de latex en provenance soit de l’exploitation des plantations d’hévéa, soit d’exploitations villageoises et/ou de planteurs indépendants. Ses plantations sont situées en Afrique de l'Ouest.

## Actionnaires
| Nom                                                | Actions   | %      |
| Sifca SA                                           | 2 813 410 | 55,6 % |
| Compagnie Générale des Établissements Michelin SCA | 1 809 279 | 35,8 % |
| Moneta Asset Management SAS                        | 255 402   | 5,05 % |
| Keren Finance SAS                                  | 113 382   | 2,24 % |
| Meeschaert Asset Management SA                     | 16 691    | 0,33 % |
| Trusteam Finance SCA                               | 12 700    | 0,25 % |

Mise à jour 1er avril 2019